# Neuilh
Neuilh település Franciaországban, Hautes-Pyrénées megyében. Lakosainak száma 94 fő (2022. január 1.). Neuilh Astugue, Germs-sur-l’Oussouet, Labassère, Ossun-ez-Angles és Arrodets-ez-Angles községekkel határos.

## Népesség
A település népességének változása:
| Lakosok száma | 100  | 99   | 107  | 98   | 98   | 97   | 95   | 94   | 94   |
|               | 2013 | 2015 | 2016 | 2017 | 2018 | 2019 | 2020 | 2021 | 2022 |